# Trophées francophones du cinéma 2015
Les Trophées francophones du cinéma 2015 est un classement des meilleurs films de l'année édité par l’association des Trophées francophones du cinéma et annoncé le 7 décembre 2015. 

## Palmarès
- Trophée francophone de l'interprétation féminine 
  - Maimouna N'Diaye dans L'Œil du cyclone
- Trophée francophone de l'interprétation masculine
  - Abdoul Karim Konaté dans Run
- Trophée francophone du second rôle féminin 
  - Suzanne Clément dans Mommy
- Trophée francophone du second rôle masculin
  - Khaled Benaissa dans L'Oranais
- Trophée francophone du scénario
  - Luis Marquès dans L'Œil du cyclone
- Trophée francophone de la réalisation
  - Kaouther Ben Hania pour Le Challat de Tunis
- Trophée francophone du court-métrage
  - Cinq boîtes de lait de Siam Marley
- Trophée francophone du long-métrage documentaire
  - La Cour de Babel de Julie Bertuccelli
- Trophée francophone du long-métrage de fiction
  - Timbuktu de Abderrahmane Sissako